# Jan Rubeš (herec)
Jan Rubeš (6. června 1920 Volyně – 29. června 2009 Toronto) byl český a kanadský operní zpěvák (bas) a herec.

## Život
Vystudoval operní zpěv na Pražské konzervatoři, pod vedením Hilberta Vávry. Na operních prknech debutoval v roce 1940, v opeře Národního divadla, jako Basilio v Lazebníku sevillském. Po únorovém komunistickém převratu v roce 1948 emigroval. Zpíval v torontské opeře, i v operních domech ve Frankfurtu, Mexiku, New Yorku, Detroitu, Seattlu a New Orleans. V 50. letech se prvně objevil na filmovém plátně, ale hrát začal hlavně od 80. let, a to i v televizi, včetně seriálů Směr jih nebo Akta X. Zahrál si také v 21. epizodě 3. série seriálu Hvězdná brána dědečka Daniela Jacksona (Michael Shanks). V roce 1995 mu bylo uděleno nejvyšší kanadské státní vyznamenání Řád Kanady.
Jeho synovcem je televizní producent a manažer Jan Rubeš.

## Filmografie

### Film
- 1985 Svědek – role: Eli Lapp